# Komödie der Verführung
Komödie der Verführung ist ein Bühnenstück in drei Akten von Arthur Schnitzler, das am 11. Oktober 1924 am Burgtheater unter der Regie von Hans Brahm in Wien uraufgeführt wurde und im gleichen Jahr bei S. Fischer in Berlin erschien.
Das Stück verfolgt kurz vor und am Vorabend des Ersten Weltkriegs das Schicksal dreier Frauen aus dem Adel und der Welt der Künstler bei ihrer Partnerwahl.

## Inhalt
Max, der vom väterlichen Erbe lebt, hat während der Handlungszeit – vom 1. Mai bis zum 1. August 1914 – nacheinander Liebesaffären mit drei jungen Frauen. Gräfin Aurelie von Merkenstein, die ihr Wort bereits dem Freiherrn Ulrich von Falkenir gegeben hat, erliegt dem Charme des Verführers. Pikanterweise ist Jahre zuvor der Vater von Max, ein Wiener Schürzenjäger, vom Vater der Gräfin im Duell erschossen worden. Aurelie aber, sowohl vom Freiherrn als auch vom Prinzen Arduin von Perosa heftig umworben, liebt eigentlich Falkenir. Die Gräfin - "keines Menschen Braut", an einer "Verstörung" leidend - geht mit dem Freiherrn ins Wasser. Die 20-jährige Sängerin Judith Asrael, Schwägerin eines Bankpräsidenten, schätzt Max nüchtern ein und gibt nicht so schnell nach. Auf den Bühnen Europas gastierend, diktiert die erfahrene Frau dem Liebhaber ihre eigenwilligen Bedingungen. Max soll in Wien warten. Judith wird ihn rufen - zu einer einzigen Liebesnacht. Danach muss er gehen. Gesagt, getan. Die Liebe des merkwürdigen Paares in der Nacht zum oben genannten 1. August 1914 in Gilleleije am dänischen Strand nahe bei Skodsborg, markiert in der Tat das Ende dieser zweiten Beziehung des Protagonisten Max. Prinz Arduin, zwar Generalmajor der österreichisch-ungarischen Armee und Major eines französischen Kavallerieregiments, denkt nicht an Krieg und verlässt auf seiner Jacht mit Judith das kriegslüsterne Europa, diese "Narrenwelt", auf Nimmerwiedersehen.
Der Zuschauer kann das Stück als die Geschichte der Liebe von Seraphine zu Max sehen. Mit Fleiß und dank verständnisvoller väterlicher Erziehung hat sich die Kleinbürgerin Seraphine, die um ein Haar "Telephonfräulein" geworden wäre, zur Violinsolistin emporgearbeitet. Eine Gastspielreise führt sie durch Mitteleuropa. Der Vater, ein ehemaliger Kammersänger, begleitet die Tochter. Schon in Wien kannte Seraphine ihre Schwäche für den geliebten Max. Als das Mädchen "auf der Geige spielte, ging er vorbei. Darum... hat es so schön geklungen." In Wien war es auch, in jenem Mai 1914, als sich Max und Seraphine – nur für eine Nacht – liebten. Erst am Tage des Kriegsausbruchs gesteht Seraphine dem Geliebten ihre Schwangerschaft, doch sie verstößt den Ungetreuen.

## Entstehung
Dem Tagebuch sind folgende Verweise auf die Entstehungsgeschichte des Dramas zu entnehmen:
9. Oktober 1904: Verführung, die alte Novelle überdacht und eigentümliche Gedanken zu einer neuen Fassung bekommen.
23. Oktober 1905: In Plänen geblättert, sehr stark impressioniert von der Verführung und der Friedmann-Novelle.
3. März 1908: Verführer wieder begonnen. Die Novelle, resp. Stück.
12. März 1908: An dem Plan der Verführer und die drei Jungfrauen.
Während des Krieges entstehen mehrere Fassungen.
Letzte Fassung des dritten Aktes: August 1921.
6. Oktober 1923: Abschluß des Diktats.
Doch ist das nur ein Teil, da das Stück zuvor bereits als Novelle bearbeitet wurde und in Ansätzen bis in die 1880erjahre zurückreicht.

## Zitate
- "Wo kein Geheimnis ist, da ist keine Gefahr."[6]
- "Mit dem Widerhall fängt die Kunst erst an."[7]

## Zeitstück
Kriegseuphorie im Mai 1914
- Der Staatsanwalt Braunigl meint, "ein Krieg würde zweifellos reinigend wirken." Und die Fürstin pflichtet ihm bei: "Ein wahrer Jungbrunnen für die Menschheit."[8]

## Rezeption
- Musil[9] bespricht 1924 die Uraufführung. Inhalt, Form und Sprache des Stücks können den Rezensenten nicht befriedigen. Musil beklagt die beständige Indirektheit: "Nie wird das Aktuelle erlitten, immer das Zwischenaktuelle."[10] Kafka lehnt Schnitzlers Dramatik ab.[11]
- Die Komödie – ein verwirrendes Gesellschaftsspiel mit zahlreichen Kontrahenten - erschließt sich nicht leicht. Korte weist in dem Zusammenhang auf das "Anspielungssystem" Schnitzlers hin und nennt "Leitmotive der Verführung": Watteau, Mozart und Wagner.[12]
- Nach Le Rider steht am Vorabend des Ersten Weltkriegs der Freitod von Aurelie und Falkenir als Symbol für den Todestrieb der ganzen Gesellschaft. Zudem befänden sich alle Figuren des Stücks in einer Identitätskrise. Obwohl die Männer Spieler und die Frauen Spielzeuge seien, machten die Frauen noch die bessere Figur.[13]
- Arnold gibt weiterführende Arbeiten an: Gerhard Kluge (1984), Reinhard Urbach (Frankfurt am Main 1985) und Heide Eilert (1991).[14] Perlmann[15] nennt noch Melchinger (1968), Andreas Török (1971), Kilian (1972), Offermanns (1973) und William H. Rey (1977)

## Aufführungen
- 1966 Wiener Volkstheater: Regie: Gustav Manker, mit Helga David, Paola Loew, Hilde Sochor, Eugen Stark, Josef Hendrichs, Wolfgang Hübsch, Hans Olden, Kitty Speiser
- 30. Januar 1980 (Premiere) Horst Zankl inszenierte das Stück am Burgtheater im Bühnenbild des Architekten Hans Hollein und mit Kostümen von Karl Lagerfeld. Die Textfassung stammte von Reinhard Urbach. Besetzung: Elisabeth Augustin (Aurelie), Brigitte Furgler (Judith), Gabriele Schuchter (Seraphine), Lena Stolze (Gilda), Helmut Berger (Max), Paulus Manker (Prinz Arduin), Georg Schuchter (Ambros Döhl), Rudolf Melichar (Falkenir), Melanie Horeschovsky, Hans Thimig (Meyerhofer), Rudolf Buczolich, Wolfgang Hübsch, Sylvia Lukan, Hannes Siegl, Heidi Baratta
- 1984 Schillertheater Berlin, Regie: Hans Hollmann
- 2003 Deutsches Theater Berlin, Regie: Stephan Kimmig
- 2007 Deutsches Schauspielhaus Hamburg, Regie: Karin Henkel